# Bartensleben
Bartensleben war eine Gemeinde im Landkreis Börde in Sachsen-Anhalt, die Anfang 2010 aufgelöst wurde.

## Geographie
Groß und Klein Bartensleben liegen etwa 1.500 m voneinander entfernt. Die Orte liegen östlich von Helmstedt auf der Ostseite des Lappwaldes. Groß Bartensleben ist geprägt vom früheren Rittergut der adligen Familie von Veltheim mit zahlreichen Baulichkeiten, die heute zum Teil verfallen. Zu Zeiten der Deutschen Demokratischen Republik wurde hier eine Landwirtschaftliche Produktionsgenossenschaft betrieben. Nach der Wende sind die Gutsgebäude an einzelne Eigentümer veräußert worden.
Als Ortsteile der Gemeinde waren ausgewiesen:
- Groß Bartensleben
- Klein Bartensleben

## Geschichte
Der Hauptteil des Gutsbezirkes Groß-Bartensleben wurde am 30. September 1928 mit der Landgemeinde Klein-Bartensleben vereinigt. Am 10. April 1929 wurde die Landgemeinde Klein Bartensleben in Bartensleben umbenannt. Am 1. Januar 2010 wurden die bis dahin selbstständigen Gemeinden Bartensleben, Bregenstedt (31. Dezember 2009), Hakenstedt und Uhrsleben in die Gemeinde Erxleben eingemeindet. Bartensleben wurde nicht zum Ortsteil, sondern die Ortsteile Groß Bartensleben und Klein Bartensleben wurden Erxleben zugeordnet.

### Schloss Bartensleben

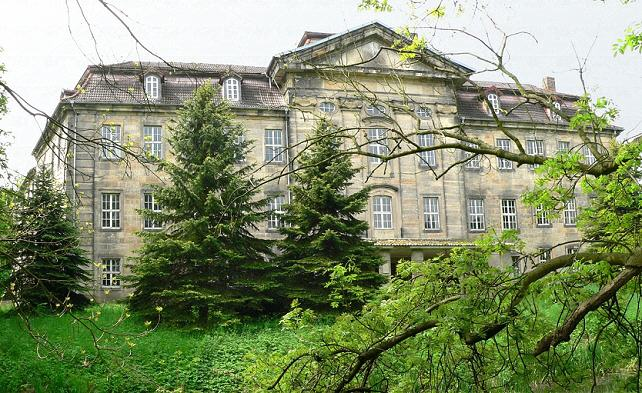
Unzugänglich auf der Schlossinsel und versteckt im Grünen – Schloss Bartensleben

In Groß-Bartensleben befindet sich das Schloss Bartensleben, das Mitte des 18. Jahrhunderts auf den Grundmauern einer früheren Wasserburg mit drei Vorburgen entstand. Das Barockschloss liegt von einem breiten Wassergraben umgeben auf einer Schlossinsel, die nur über eine Brücke (2005 gesperrt, da Privateigentum) zugänglich ist. Seit etwa 1400 herrschte auf der ursprünglichen Burg und dem späteren Schloss die Adelsfamilie von Veltheim. Letzter Vertreter der Familie war Georg von Veltheim (1843–1913), er hatte zwei Töchter. Nach der Zwangsenteignung des Schlosses nach dem Zweiten Weltkrieg 1945 flüchtete die adlige Familie von Veltheim in den Westen. Danach nutzen es die sowjetische Besatzungsmacht und die Nationale Volksarmee, um dann als Frauen-Kurheim unter dem Namen Clara Zetkin und bis 1991 als Altersheim zu dienen. Nach der Schließung des Altersheims und der Wende 1989 verwahrloste das Schloss zunehmend. Seit der Übernahme eines Privateigentümers werden umfangreiche Sanierungsmaßnahmen durchgeführt, um dem Verfall des leerstehenden Baus entgegenzuwirken. Angrenzend an das Schloss befinden sich größere Teiche und ein ehemaliger Englischer Landschaftspark, der seit kurzem (2008) neu strukturiert wird. Er entstand wahrscheinlich im 18. Jahrhundert aus einem früheren Barockgarten.

### Dorf und Geschlecht derer von Bartensleben

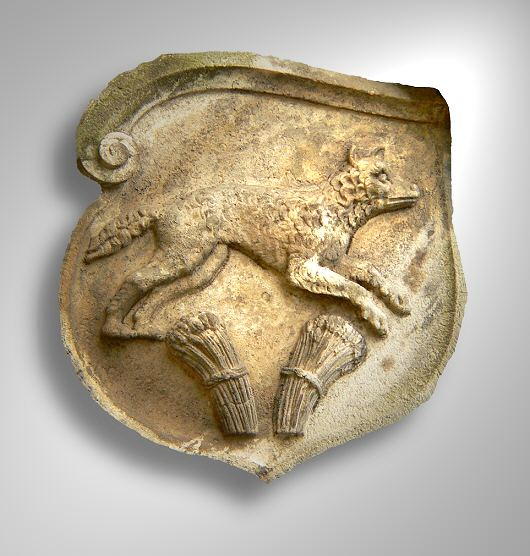
Wappen derer von Bartensleben an der Wolfsburg

Das Dorf Bartensleben wird am 9. August 1112 erstmals als Bertensleve duo mansi in einer Urkunde des Bischofs Reinhard von Halberstadt erwähnt. Der Ort war Namensgeber der ersten Herren, dem Geschlecht derer von Bartensleben. Die erste Erwähnung war 1188 mit Herrmann von Bartensleben, Sohn des Ludolph von Peine, in einer Schenkungsurkunde des Grafen Hermann von Woldenberg (Herrmannus Miles dictus de Bartensleve filius Lundolfi). Ein Dominus Herbertus de Bardesleve wird 1212 als Zeuge in einer Urkunde des Grafen von Dannenberg genannt. Das Geschlecht hatte ihren Ursprung auf der Wasserburg Bartensleben, die sie im 13. Jahrhundert verließen, um in den heutigen Wolfsburger Raum zu gehen. Dort herrschten sie jahrhundertelang, bis zu ihrem Aussterben im Jahre 1742, auf der um 1300 errichteten festungsartig ausgebauten  Wasserburg Wolfsburg. Das mit ihnen Stammesverwandte und in Wappengemeinschaft verbundene Geschlecht derer von Berwinkel, besaß nach ihnen das Dorf Bartensleben als erzbischöfliches Lehen, bis  Hilmar I. von Veltheim 1467 mit dem Dorf belehnt wurde.

### Kirchen

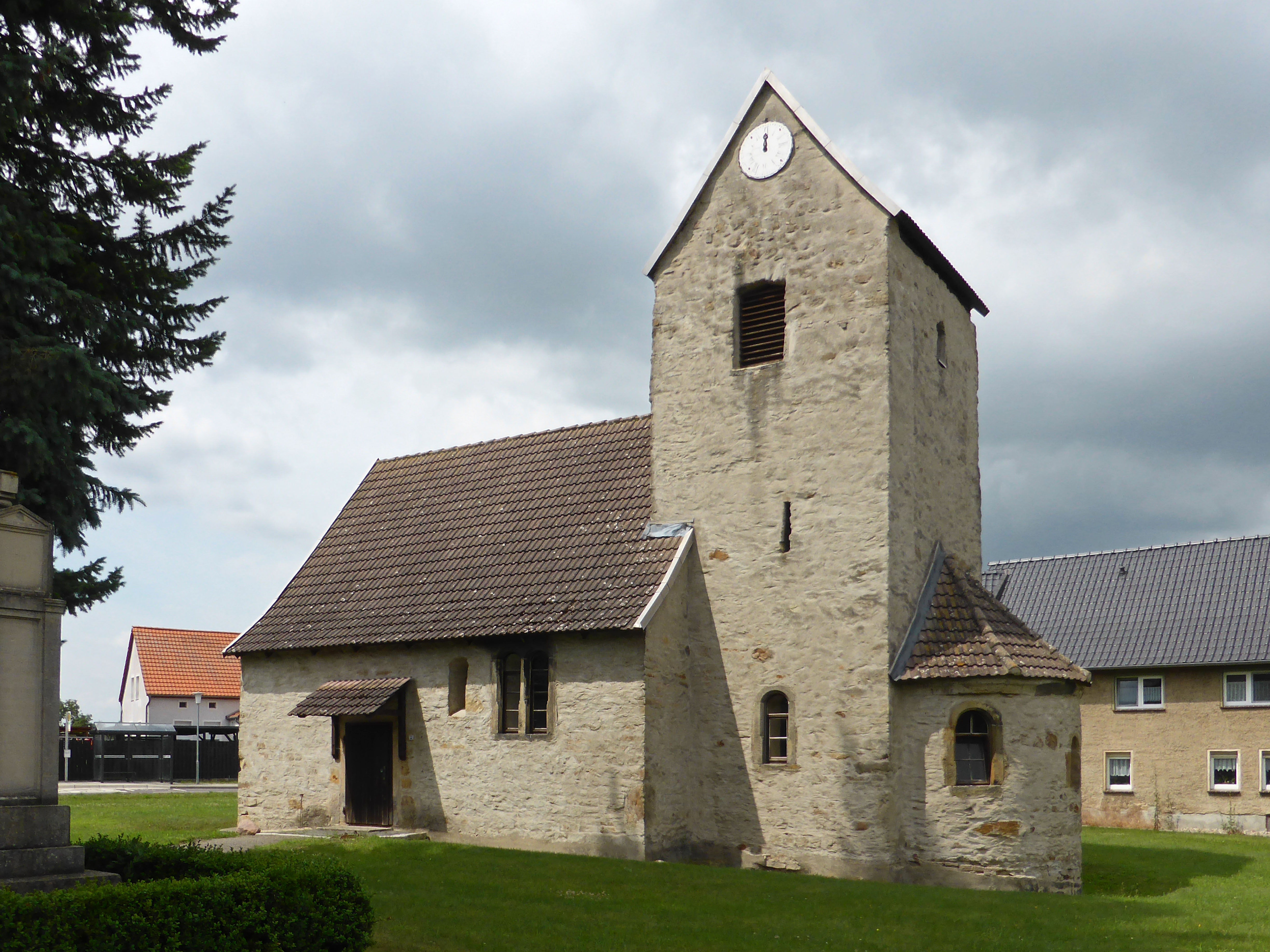
Kirche in Klein Bartensleben

Nahe dem Schloss befindet sich die romanische Gutskirche Groß Bartensleben, die Patronatskirche der Familie von Veltheim, die urkundlich erstmals 1120 erwähnt wurde. Sie wurde 1530 und 1620 vergrößert. Im Inneren sind mehrere Epitaphe der Familie von Veltheim vorhanden, u. a. Achim von Veltheim, Agnes von Veltheim, geb. von Trotha und ihr Sohn Christopher. Der Holzschnitzaltar wurde 1676 vom Helmstedter Mathias Hermann geschaffen. In der Gruft befindet sich das Erbbegräbnis derer von Veltheim mit 35 Särgen.
In Klein Bartensleben befindet sich eine weitere, ebenfalls evangelisch-lutherische Kirche.
Eine katholische Kapelle wurde 1956 in Groß Bartensleben (im Haus Dorfstraße 30) eingerichtet, die inzwischen wieder profaniert worden ist.

### Einwohnerentwicklung
- 1823 – 390
- 1867 – 471
- 1933 – 553
- 1939 – 545
- 1990 – 466
- 2004 – 335
- 2005 – 338
- 2006 – 344
- 2007 – 340
- 2008 – 336

## Wappen und Flagge
Das Wappen wurde von der Magdeburger Heraldikerin Erika Fiedler gestaltet und am 11. September 1996 durch das Regierungspräsidium Magdeburg genehmigt.
Blasonierung: „Halbgeteilt und gespalten, vorn oben in Gold ein schwarzer Balken belegt mit zwei silbernen Leisten, vorn unten in Silber ein aufrechter gestümmelter roter Baumast mit einem roten Blatt an jeder Seite, hinten in Grün drei goldene Ähren nebeneinander.“
Die Flagge ist Gelb - Grün gestreift mit aufgelegtem Wappen.

## Verkehrsanbindung
Bartensleben ist über die wenige Kilometer südlich liegende Bundesautobahn 2 und über die Bundesstraße 1 erreichbar.

## Söhne und Töchter der Gemeinde
- Theodor Dill (* 3. Dezember 1797 in Groß-Bartensleben; † 29. Januar 1885 in Hamburg) Unternehmer und Mitglied der Hamburgischen Bürgerschaft.
- Fritz Fröhlich (1887–1962), Politiker (NSDAP)
- Wanda Marie von Veltheim (* 12. Juli 1837 in Groß Bartensleben; † 18. Dezember 1867 in Berlin), ab dem 1. Juli 1857 Fürstin von und zu Putbus.[10]